# أمبروسيو هويثي ميراندا
أمبروسيو هويثي ميراندا (1880 - 1973 م) هو مستشرق إسباني، اختص بتاريخ الغرب الإسلامي.
ولد سنة 1880 م في قرية «هوارتي» بضواحي مدينة بنبلونة. انتقل سنة 1909 م إلى المغرب بتشجيع من أستاذه وصديقه خليان ربيرة لتعميق معارفه في اللغة العربية والبحث عن مخطوطات يشتغل بها. توفي سنة 1973 م عن عمر ناهز الثالثة والتسعين.

## آثاره
- «التاريخ السياسي للإمبراطورية الموحدية» - تعريب د. عبد الواحد أكمير. مطبعة النجاح الجديدة (الدار البيضاء). الطبعة الأولى، 2004 م.